# Zoquicualoya
Zoquicualoya är en ort i Mexiko.   Den ligger i kommunen Huazalingo och delstaten Hidalgo, i den sydöstra delen av landet, 190 km norr om huvudstaden Mexico City. Zoquicualoya ligger 573 meter över havet och antalet invånare är 137.
Terrängen runt Zoquicualoya är kuperad. Runt Zoquicualoya är det ganska tätbefolkat, med 129 invånare per kvadratkilometer. Närmaste större samhälle är Huejutla de Reyes, 17,2 km norr om Zoquicualoya. I omgivningarna runt Zoquicualoya växer huvudsakligen savannskog.